# Thiré
Thiré ist eine französische Gemeinde mit 538 Einwohnern (Stand: 1. Januar 2022) im Département Vendée in der Region Pays de la Loire; sie gehört zum Arrondissement Fontenay-le-Comte und zum Kanton La Châtaigneraie (bis 2015: Kanton Sainte-Hermine). Die Einwohner werden Thiréens genannt.

## Geographie
Thiré liegt etwa 33 Kilometer ostsüdöstlich von La Roche-sur-Yon. Umgeben wird Thiré von den Nachbargemeinden Saint-Juire-Champgillon im Norden, La Chapelle-Thémer im Nordosten, Saint-Valérien im Osten, Saint-Étienne-de-Brillouet im Süden sowie Saint-Jean-d’Hermine im Westen.

## Bevölkerungsentwicklung
| 1962                      | 1968 | 1975 | 1982 | 1990 | 1999 | 2006 | 2013 |
| 523                       | 503  | 448  | 452  | 446  | 418  | 524  | 573  |
| Quelle: Cassini und INSEE |      |      |      |      |      |      |      |

## Sehenswürdigkeiten
Siehe auch: Liste der Monuments historiques in Thiré
- Kirche Saint-Pierre
- Jardins du Bâtiment (Park)
- Jardins de William Christie (Park) mit jährlichem Musikfestival
- Dolmen de Pierre-Folle